# Atheta canescens
Atheta canescens är en skalbaggsart som först beskrevs av Sharp 1869.  Atheta canescens ingår i släktet Atheta, och familjen kortvingar. Arten är reproducerande i Sverige.